# Herbert Leßmann
Herbert Leßmann (* 10. Juli 1935 in Langenau, Schlesien; † vor Dezember 2021) war ein deutscher Rechtswissenschaftler und Rechtsanwalt. Er wirkte unter anderem als ordentlicher Professor für Bürgerliches Recht, Handels- und Wirtschaftsrecht an der Universität Marburg.

## Leben
Leßmann studierte nach dem Besuch eines Gymnasiums Rechtswissenschaft an der Freien Universität Berlin, in Freiburg im Breisgau und Münster. Nach der Promotion zum Dr. jur. am 14. Mai 1966 an der Universität Münster bei Rudolf Lukes und Habilitation 1974/1975 in Münster lehrte er dort als Wissenschaftlicher Rat und Professor. 1978 wurde er ordentlicher Professor für Bürgerliches Recht, Handels- und Wirtschaftsrecht an der Universität Marburg, 1990 an der Universität Jena. Im Jahr 2000 wurde er emeritiert. Darüber hinaus arbeitete er in Düsseldorf als Rechtsanwalt.
Seine Fachgebiete waren das Bürgerliche Recht, Handels- und Wirtschaftsrecht, der Gewerbliche Rechtsschutz und das Urheberrecht.
Zusammen mit Michael Kling und Constantin Willems war er Herausgeber der Schriften zum Handels- und Wirtschaftsrecht (Peter Lang Verlag).
Herbert Leßmann war evangelisch, ab 1968 verheiratet mit Hildegard Leßmann, geborene Delles, und hatte einen Sohn (Andreas).

## Rezeption
Harald Herrmann kommt zum Schluss, dass Leßmanns Habilitationsschrift Die öffentlichen Aufgaben und Funktionen privatrechtlicher Wirtschaftsverbände. Sozialer Befund, rechtliche Einordnung und Kontrolle eine „verbandsrechtliche Pionierarbeit“ sei. Daneben habe dieser „als erster die wettbewerbsrechtlichen Spezialprobleme der Kooperationsaufgaben von Wirtschaftsverbänden in verfassungsrechtlichem Zusammenhang mit binnenstrukturellen Verbandsrechtsfragen untersucht“.
Das Handbuch zum deutschen und europäischen Sortenschutz, an dem Leßmann mitwirkte, bewertete Gerhard Geisler als „Standardwerk zum deutschen und europäischen Sortenschutz“ und hielt fest: Das Handbuch „dürfte die umfassendste und kompetenteste Darstellung dieses Rechtsgebietes sein“.

## Schriften (Auswahl)
- Übertragbarkeit und Teilübertragung urheberrechtlicher Befugnisse: ein Beitrag zu den Rechten im Rechtsverkehr., Münster 1967. (zugleich Dissertation 1966)
- Persönlichkeitsschutz juristischer Personen. In: Archiv für die civilistische Praxis.170, Nr. 4 1970, S. 266–294.
- Die öffentlichen Aufgaben und Funktionen privatrechtlicher Wirtschaftsverbände. Sozialer Befund, rechtliche Einordnung und Kontrolle. Köln 1976, ISBN 3-452-18102-2. (zugleich Habilitationsschrift)
- KG, 15. 6. 1988 — 24 W 2148/88. Zum Recht naher Verwandter auf telefonische Kontaktaufnahme und Besuch. In: Juristenzeitung.44, Nr. 1 1989, S. 38–41.
- mit Lothar Vollmer und Bernhard Großfeld (Hg.): Festschrift für Rudolf Lukes. Zum 65. Geburtstag. Köln 1989, ISBN 3-452-21555-5.
- mit Franz Wuesthoff und Diethard Wendt: Sortenschutzgesetz. Kommentar. Weinheim 1990, ISBN 3-527-26997-5.
- mit Franz Wuesthoff und Gert Würtenberger: Handbuch zum deutschen und europäischen Sortenschutz. Wiley – VCH, Weinheim 1999, ISBN 3-527-28810-4. (später als: Herbert Leßmann und Gert Würtenberger: Deutsches und europäisches Sortenschutzrecht. Handbuch. Nomos, Baden-Baden 2009, ISBN 978-3-8329-4027-0.)